# 城南街道 (淮安市)
城南街道是中华人民共和国江苏省淮安市清江浦区下辖的一个街道办事处，清江浦区人民政府驻城南街道淮海南路268号。
2016年5月26日，江苏省人民政府批复同意撤销城南乡，以原城南乡行政区域设立城南街道，街道办事处驻城南村委会柯山路8号。

## 行政区划
城南街道下辖以下村级行政区划单位：
柴米社区、城南社区、福田社区、韩城社区、新闸社区、先锋社区和关城社区。